# Nilmari Santini
Nilmari Santini Martin (25 de mayo de 1959-25 de marzo de 2006) fue una deportista puertorriqueña que compitió en judo.
Ganó una medalla en el Campeonato Mundial de Judo de 1986, y cuatro medallas en el Campeonato Panamericano de Judo entre los años 1984 y 1992. En los Juegos Panamericanos consiguió tres medallas en los años 1987 y 1991.

## Palmarés internacional
| Campeonato Mundial      | Campeonato Mundial            | Campeonato Mundial | Campeonato Mundial |
| Año                     | Lugar                         | Medalla            | Categoría          |
| ----------------------- | ----------------------------- | ------------------ | ------------------ |
| 1986                    | Maastricht (Países Bajos)     | Medalla de bronce  | +72 kg             |
| Juegos Panamericanos    |                               |                    |                    |
| Año                     | Lugar                         | Medalla            | Categoría          |
| 1987                    | Indianápolis (Estados Unidos) | Medalla de oro     | +72 kg             |
| 1991                    | La Habana (Cuba)              | Medalla de plata   | +72 kg             |
| 1991                    | La Habana (Cuba)              | Medalla de plata   | Abierta            |
| Campeonato Panamericano |                               |                    |                    |
| Año                     | Lugar                         | Medalla            | Categoría          |
| 1984                    | Ciudad de México (México)     | Medalla de oro     | Abierta            |
| 1984                    | Ciudad de México (México)     | Medalla de plata   | +72 kg             |
| 1986                    | Salinas (Puerto Rico)         | Medalla de oro     | +72 kg             |
| 1992                    | Hamilton (Canadá)             | Medalla de plata   | +72 kg             |